# Tariq Pijning
Tariq Pijning (Midwolda, 22 oktober 1994) is een Nederlandse saxofonist.
Pijning groeide op in Oost-Groningen. Hij woonde eerst in Midwolda en later in Winschoten. Van 2008 tot en met 2016 zat hij in de Groningse band Alloway. Sinds mei 2016 gaat hij mee als live-act tijdens de tour van DJ Sam Feldt. Hierdoor speelde hij onder andere op Mysteryland. In 2017 speelde hij mee in de videoclip van de DJ en de Amerikaanse zanger Akon.